# Jelena Vukčić Hrvatinić
Jelena Vukčić Hrvatinić, bila je kći hrvatsko-dalmatinskoga bana Vuka Vukčića Hrvatinića.
Nakon smrti muža Vuka Hranića, od 1425. godine živi u samostanu sv. Benedikta u Splitu. U samostanu je napisala 18. ožujka 1437. svoju oporuku. Ostavila je 87 dukata za služenje misa (dvije godine svaki dan), a ostatak novca ostavlja crkvi sv. Benedikta. Njezin ispovjednik bio je don Petar iz splitskoga samostana sv. Benedikta.

### Članci
- Korać, Dijana. 2013. Neki aspekti religioznosti u Kosača. Croatica Christiana periodica. Sveučilište u Zagrebu - Katolički bogoslovni fakultet. Zagreb. 37 (72): 51–72